# André Baran
André Baran (* 14. Februar 1991) ist ein ehemaliger brasilianischer Tennisspieler und heutiger Beachtennisspieler.

## Karriere
Baran spielte 2008 auf der ITF Junior Tour nur wenige Matches und erreichte seine höchste Notierung in der Junior-Rangliste mit Rang 286.
Bei den Profis spielte Baran ab 2007 erste Turniere. Dabei war er hauptsächlich auf der drittklassigen ITF Future Tour aktiv, wo er im Einzel viermal das Viertelfinale als bestes Resultat erzielte. Im Doppel stand er im Jahr 2009 einmal in einem Future-Finale. Auf der ATP Challenger Tour zog er in Florianópolis einmal ins Doppel-Halbfinale ein. Den einzigen Auftritt auf der ATP Tour hatte Baran 2008, als er in Costa do Sauípe mit Gustavo Kuerten eine Wildcard für den Doppelwettbewerb erhielt. Sie unterlagen dort zum Auftakt. 2009 und 2010 wurden die Jahre, in denen Baran mit Rang 886 im Einzel und Platz 783 im Doppel sein Karrierehoch in der Weltrangliste erreichte. 2011 war er das letzte Mal bei Turnieren aktiv.
2016 fing Baran an bei Beachtennis-Turnieren an den Start zu gehen. Er gewann etliche Titel und Auszeichnungen. 2019 holte er zehn Titel, von 2020 bis 2022 folgten neun weitere Titel, bevor er 2023 neun Titel in einem Jahr gewann. Bis Mitte 2024 war er vier weitere Male bei Turnieren siegreich und stieg bis auf Rang 3 der ITF-Doppelrangliste im Beachtennis, den er erstmals Ende 2022 erreicht hatte.